# آدم باتيروف
آدم ألافدينوفيتش باتيروف (بالروسية: Адам Алавдинович Батиров؛ مواليد 13 يناير 1985 في خاسافيورت) لاعب مصارعة حرة بحريني الجنسية روسي المولد. توج وصيفا لبطولة العالم للكاديت وبطلا لبطولة أوروبا للكاديت عام 2002. حقق جائزة إيفان ياريغين الذهبية ثلاث مرات في 2007 و2009 و2011. حقق الميدالية الذهبية في بطولة آسيا للمصارعة 2016 حيث تغلب في المباراة النهائية على الهندي كومار فينود. آدم هو الشقيق الاصغر للبطل الأولمبي مافليت باتيروف. تأهل للمشاركة في الألعاب الأولمبية الصيفية 2016.

## روابط خارجية
- آدم باتيروف على موقع قاعدة بيانات المصارعة الدولية (الإنجليزية)
- آدم باتيروف على موقع اللجنة الأولمبية الدولية (الإنجليزية)
- آدم باتيروف على موقع أوليمبيديا (الإنجليزية)